# Edificiul pentru funcții social-culturale de pe str. Moskovskaia, 43 (Tighina)
Edificiul pentru funcții social-culturale de pe str. Moskovskaia, 43 este o clădire amplasată pe str. Moskovskaia, 43 în Tighina, Republica Moldova. Este un monument istoric și arhitectural de importanță națională inclus în Registrul monumentelor Republicii Moldova ocrotite de stat cu nr. 19 (municipiul Tighina). Datează din 1891.